# Gabriele Fuß
Gabriele „Gabi“ Fuß (* 30. November 1956 in Gera) ist eine deutsche Eisschnelllauftrainerin. Fuß spielte eine maßgebliche Rolle in der Entwicklung des Eisschnelllaufstandorts Erfurt ab den 1980er Jahren. Zu den von ihr betreuten Athletinnen zählten die Olympiasiegerin Gunda Niemann, die Weltmeisterin Constanze Moser sowie die Olympiamedaillengewinnerinnen Heike Warnicke und Anke Baier.

## Werdegang
In ihrer aktiven Sportzeit war Fuß Turnerin und Leichtathletin beim SC Motor Jena. Nach ihrem Karriereende studierte sie an der Deutschen Hochschule für Körperkultur (DHfK) in Leipzig und fing 1979 als Eisschnelllauf-Trainerin in Erfurt an, wo es zu diesem Zeitpunkt noch keine Eisbahn gab. Aus diesem Grund trainierte Fuß die von ihr betreuten Athleten zunächst vor Ort mit Leichtathletik-Übungen und fuhr mit ihnen zum Eistraining nach Karl-Marx-Stadt. Mitte der 1980er Jahre – Erfurt hatte mittlerweile eine Eisbahn erhalten – gehörten Heike Schalling (spätere Warnicke), Constanze Scandolo (spätere Moser) und Gunda Kleemann (spätere Niemann beziehungsweise Niemann-Stirnemann) zu Fuß' Trainingsgruppe. Sie starteten zunächst für den SC Turbine Erfurt, aus dessen Eislaufsparten 1989 der ESC Erfurt hervorging. Scandolo und Kleemann gehörten bereits 1988 zum DDR-Aufgebot bei den Olympischen Winterspielen. In der Folge übernahmen die Erfurterinnen – nach dem Rücktritt der Generation von Karin Kania – eine führende Rolle im DDR-Eisschnelllauf und damit auch im von ostdeutschen Erfolgen geprägten internationalen Wettkampfgeschehen. Fuß wurde nach Olympia zur Auswahltrainerin berufen und betreute 1989 den WM-Titel Mosers sowie den EM-Titel Kleemanns, jeweils im Mehrkampf. Moser beendete ihre Laufbahn bereits 1990, wodurch die Erfurter Trainingsgruppe nur noch aus Warnicke, Kleemann und Fuß bestand.
Insbesondere Gunda Niemann etablierte sich Anfang der 1990er Jahre in der Weltspitze und wurde zur erfolgreichsten Eisschnellläuferin auf den Mittel- und Langstrecken ab 1500 Meter. Fuß erhielt als Bundestrainerin im wiedervereinigten Deutschland von der Deutschen Eisschnelllauf-Gemeinschaft (DESG) zunächst befristete Zeitverträge, die nach den Medaillen ihrer Athletinnen verlängert wurden: Bei den Olympischen Spielen 1992 gelangen Niemann und Heike Warnicke sowohl über 3000 Meter als auch über 5000 Meter Doppelsiege, woraufhin Niemann sich öffentlich für die weitere Anstellung von Fuß einsetzte. Fuß blieb Niemanns und Warnickes Trainerin und übernahm zudem die Betreuung von Anke Baier, die bei den olympischen Wettkämpfen in Hamar 1994 eine Silbermedaille gewann. Niemann, mittlerweile dreifache Weltmeisterin, fuhr zu diesen Olympischen Spielen als Favoritin auf drei Strecken, stürzte aber im ersten Rennen über 3000 Meter und wurde auch bei ihren zwei weiteren Auftritten – als Zweite über 5000 Meter und Dritte über 1500 Meter – geschlagen. Am Ende der Saison trennten sich sowohl Niemann als auch Warnicke von Fuß und wechselten in die ebenfalls in Erfurt angesiedelte Trainingsgruppe von Stephan Gneupel. Niemann gab später als Grund dafür an, sie habe „neuen Schwung“ benötigt, die Ergebnisse bei Olympia hätten den Ausschlag gegeben.
Nach der Trennung von ihren Erfolgsläuferinnen arbeitete Fuß im Nachwuchsbereich und war Mitte der 2000er Jahre verantwortliche Bundestrainerin für die C-Junioren. In den 2010ern betreute sie die Jugend des ESC Erfurt, darunter Gunda Niemann-Stirnemanns Tochter Victoria Stirnemann. Im Mai 2021 ging Fuß im Alter von 64 Jahren in den Ruhestand.

## Würdigung
Der Sportjournalist Ronald Reng sah 1994 in der Süddeutschen Zeitung Fuß und Niemann als gemeinsam verantwortlich für die „dickste [Erfolgsgeschichte] im deutschen Eisschnellauf“. Fuß habe aus der spät zum Eisschnelllauf gekommenen, ehrgeizigen, aber technisch schwachen Athletin eine Weltrekordlerin geformt. Sein Kollege Birk Meinhardt beschrieb 1993 die Beziehung zwischen Fuß und den Sportlerinnen als ein von „Verehrung“ geprägtes „sportliche[s] Unterstellungsverhältnis“: Niemann und Warnicke würden ihre Betreuerin siezen und sich über das seltene, dafür aber ehrliche Lob freuen. In ihrer 2000 erschienenen Biographie gab Niemann-Stirnemann an, Fuß habe die Übungen mit „Gefühl und Härte“ geleitet. Die Trainerin – eine Frau mit Familie – habe sich für die Eisschnellläuferinnen „aufgeopfert“.